# Rycerze Złotego Koła
Rycerze Złotego Koła (ang. Knights of the Golden Circle) − tajna organizacja utworzona w USA w 1854 roku w Cincinnati. W kolejnych latach nosiła nazwy: Order of the American Knights (od 1863 roku) i Sons of Liberty (od 1864). Organizacja popierała rozwój niewolnictwa na południu USA, sprzeciwiała się jego zniesieniu, planowała przeniesienie systemu niewolnictwa również do Meksyku. W 1864 roku organizacja miała 200-300 tysięcy członków. posiadała oddziały w Kentucky, Indianie, Illinois i Missouri. Rozpadła się na przełomie 1864 i 1865 roku. Przywódcą grupy był Clement Vallandigham.